# 서경화
서경화(1968년 4월 2일 ~ )는 대한민국의 배우이다.

## 학력
- 성균관대학교 문헌정보학과 졸업

## 출연작

### 드라마
- 2015년 MBC 월화드라마 《화려한 유혹》
- 2016년 MBC 주말드라마 《가화만사성》 - 김인숙 역
- 2017년 JTBC 금토드라마 《품위있는 그녀》 - 미세스 조 역
- 2017년 KBS2 주말드라마 《황금빛 내 인생》 - 민부장 역
- 2018년 OCN 주말드라마 《작은 신의 아이들》 -  백도규 회장의 아내 역
- 2018년 OCN 주말드라마 《보이스 2》 - 손호민의 어머니 역
- 2019년 KBS2 일일드라마 《태양의 계절》 - 양남경 역
- 2019년 JTBC 월화드라마 《꽃파당: 조선혼담공작소》 - 형규 모 역 (3회 특별출연)
- 2019년 TV CHOSUN 주말드라마 《간택 - 여인들의 전쟁》 - 정상궁 역
- 2024년 TVING 오리지널 드라마 《피라미드 게임》 - 강선희 역
- 2025년 SBS 금토드라마 《보물섬》 - 공 비서 (공정자) 역